# Gerbera (Drohne)

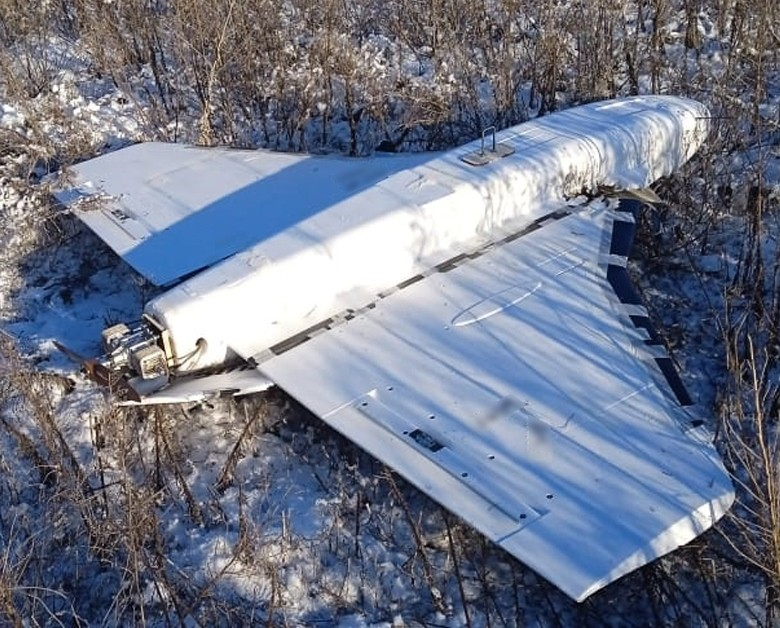
Gerbera-Drohne, 2025

Gerbera ist eine Mehrzweck-Drohne. Sie kann als Kamikazedrohne eingesetzt werden, Aufklärungsmissionen durchführen und Signale weiterleiten, um den Kampfradius anderer Drohnen zu erweitern oder um ihre Widerstandsfähigkeit gegen elektronische Kampfführung zu erhöhen. Russland setzt die Drohne in seinem Angriffskrieg gegen die Ukraine in großer Zahl ein. Sie soll dabei insbesondere auch der Täuschung und Überforderung der ukrainischen Luftabwehr dienen und Shahed-Drohnen imitieren.

## Entwicklung
Entwickler von Gerbera ist das chinesische Unternehmen Skywalker Technology Co., Ltd. Gerbera ist im Produktkatalog des Unternehmens nicht enthalten, was darauf hindeutet, dass sie im Auftrag der Russischen Föderation entwickelt wurde.
Laut dem ukrainischen Geheimdienst Holowne uprawlinnja roswidky Ministerstwa oborony Ukrajiny stellt Skywalker Technology Bausätze zusammen und lässt sie nach Jelabuga, Tatarstan, Russland liefern, wo sie zusammengebaut werden. Die Drohnen sollen außerdem Computerchips und andere Bauteile US-amerikanischer und europäischer Unternehmen wie Analog Devices, Texas Instruments, NXP Semiconductors und STMicroelectronics enthalten.

## Technik
Gerberas sind mit einer stabilisierten Kamera von Topotek und einem Mesh Network XK-F358-Modem von Xingkay Tech ausgestattet gesehen worden. Diese beiden Komponenten kosten zusammen rund 8500 US-Dollar. In einem Mesh-Netzwerk zusammengeschaltete Drohnen können untereinander Daten austauschen und Signale vom Betreiber weiterleiten (Repeater-Funktion). Dies macht es schwieriger, sie mit elektronischen Kriegssystemen zu stören. Gerbera kann einen Sprengkopf tragen und als Kamikazedrohne eingesetzt werden.

## Funde
Das oben abgebildete Exemplar wurde abgeschossen oder abgestürzt am 5. Januar 2025 in der Ukraine fotografiert.
Am 5. August 2025 meldete Litauen den Fund einer Gerbera-Drohne am Truppenübungsgelände Gaiziunai bei Jonava nahe der Stadt Rukla. Ihr Sprengsatz mit rund 2 kg Sprengstoff wurde entschärft. Es wird vermutet, dass sie via Belarus nach Litauen eingedrungen ist.